# Florești (Mehedinți)
Florești è un comune della Romania di 2804 abitanti, ubicato nel distretto di Mehedinți, nella regione storica dell'Oltenia. 
Il comune è formato dall'unione di 9 villaggi: Copăcioasa, Florești, Gârdoaia, Livezi, Moșneni, Peșteana, Peștenuța, Stroești, Zegujani.